# 10500 Нісікоен
10500 Нісікоен (10500 Nishi-koen) — астероїд головного поясу, відкритий 3 квітня 1987 року.
Тіссеранів параметр щодо Юпітера — 3,319.
Названо на честь Нісікоен (яп. にしこうえん(西公園) нісіко:ен)